# Georges Laederach
Georges Laederach (1º luglio 1906 – ...) è stato un cestista svizzero.

## Carriera
Con la Svizzera ha disputato le Olimpiadi di Berlino 1936.